# A tudomány kommunikációja
A tudomány kommunikációjának elsődleges célja, hogy a média tudományról való beszédmódját érthetővé tegye a laikusok számára. Elsősorban a különböző médiumokat, illetve a sajtón és a médián keresztül a közvéleményt célozza meg. Művelői között egyaránt vannak tudósok és tudományos szakújságírók.

## Eszköztára
A tudománykommunikáció céljai elérésére olyan eszközöket alkalmaz, amely mind a laikusok, mind pedig a különböző médiumok számára vonzó lehet. A tudománykommunikáció művelésének látványosabb eszköztáráshoz tartoznak például a különböző tudományos kiállítások vagy a szabadtéri tudományos fesztiválok. A kevésbé látványos eszköztárba tartozik a tudományos újságírás, a tudománypolitika, illetve a tudományos médiaproduktumok.

## Története
1987-ben Geoffery Thomas és John Durant figyelmeztetett a társadalomtudományok iránti elkötelezettség növelésének fontosságára. A tudósok szerint minden tudományág profitálhat abból, hogy ha a társadalom elkötelezett lesz a tudomány iránt, illetve ha az emberek megértik a tudományos folyamatokat és sikerül felkelteni érdeklődésüket egy-egy tudományág iránt, akkor talán a társadalomban is nagyobb adakozókedv fog megmutatkozni, illetve a tudósok is motiváltabbá válhatnak közszerepük tudatában. Ily módon a tudomány iránti közérdeklődés gazdaságilag is pozitívan hathat a vissza a tudományra.
Az utóbbi években a tudománykommunikáció önálló akadémiai diszciplínává vált, amely alatt elsősorban a technikai és természettudományos felfedezéseket, a kísérletek közérthető kommunikálását, illetve a tudománytörténet bemutatását, valamint a divatos pszichológiai, szociológiai és bölcsész tudományok (pl. befogadó irodalomelmélet) kommunikációját értik.
A 2010-es évektől kezdve egyre érdeklődöbbek és nyitottabbak az emberek a tudomány iránt. A 2014-es kutatás alapján az Egyesült Királyságban az emberek 72%-a gondolta úgy, hogy fontos foglalkozni a tudománnyal, míg 1988-ban csak 57% gondolta így. Mindemellett az emberek könnyebben megbirkóznak a változásokkal. Azzal az állítással, hogy a tudomány túl gyorsan megváltoztatja az emberek életét, mindössze 34% értett egyet, míg 1988-ban 49%.
A tudományok közérthetősége direkt módon is visszahathat az emberek életére. Ennek jó példája a minket körülvevő technológiai eszközökkel telezsúfolt világ: technikai eszközeink működési elvének megértése hozzásegíthet minket a gépek életünkben betöltött szerepének megfelelő megítéléséhez, kezeléséhez. Egy másik példa a pszichológia iránti növekvő érdeklődés napjainkban. A pszichológiai folyamatok közérthető nyelvre való lefordítása segíthet a bennünk zajló folyamatok megértésében.
Bernard Cohen, a tudománytörténet kiváló, Harwardon tanító professzora vizsgálataiban kimutatta, hogy a tudománykommunikáció fejlődésében kiemelt szerep jut a tudósoknak. Cohen szerint ugyanis a tudósoknak is változtatni kell a tudományos felfedezések iránt érdeklődő médiához és a tudomány iránt érdeklődő közönséghez való hozzáállásukon ahhoz, hogy valóban nőjön a társadalom tudomány iránti érdeklődése. A tudósoknak tehát Cohen szerint nem szabad lekezelően bánni a laikusokkal, inkább be kell őket vonni az adott tudományágba, s minél közérthetőbbé tenni számukra a tudományág számukra érdekes részleteit. Ugyanakkor Cohen szerint a média felelőssége, hogy megtanítsa az embereknek: a tudósok sem tévedhetetlenek, s nem lehet tőlük kizárólagos válaszokat várni kérdéseinkre.

## Kritikák tudományos oldalról
A tudomány szélesebb társadalmi körökben való népszerűsítésével (Public Understanding of Science) szemben az 1990-es évek elején sok tudós fogalmazott meg kritikát. Steven Hilgartner kritikája szerint például a tudomány népszerűsítő eszközeivel nem adható át a szélesebb tömegeknek mély, valódi tudás.
Más kritikák szerint a tudománykommunikáció ugyan erősítheti a tudósok pozícióját a társadalomban, illetve látszólag kapcsolatot teremthet a tudósok és laikusok között, a gyakorlatban azonban a tudósok legfeljebb kutatásuk egy elenyésző, jelentős közérdeklődésre számot tartó részébe vonhatják be a szélesebb közönséget.
Sok tudós, köztük a biológus Randy Olson is amellett érvel, hogy a laikus, tudománykedvelő közösségek lelkesedése és szervezettsége könnyen veszélybe sodorhatja a valódi tudományközvetítést. Példának a globális felmelegedés elleni közösségi kampányokat, társadalmi demonstrációkat hozza fel Olson, aki szerint ezek a rendezvények a médián keresztül gyakran olyan információkat juttatnak el a szélesebb társadalmi rétegekhez, amelyek tudományosan nem megalapozottak.
Robert Krulwich újságíró is a tudósok felelőssége mellett érvel, mert mint megjegyzi, az olyan lelkes, elkötelezett laikus tudománynépszerűsítők kreációival, mint a török Adnan Oktar írásai, bajosan versenyezhet csak bármelyik tudós.  Hiszen ezek a laikusok közérthetően írnak, beszélnek, így a nagyközönség az ő tudományinterpretációjukra fog emlékezni.